# مارینهاگن
مارینهاگن (به آلمانی: Marienhagen) یک منطقهٔ مسکونی در آلمان است که در Duingen واقع شده‌است. مارینهاگن ۷۲۷ نفر جمعیت دارد.